# Arne Maier
Arne Maier (* 8. Januar 1999 in Ludwigsfelde) ist ein deutscher Fußballspieler, der auf der Position des Mittelfeldspielers eingesetzt wird. Er steht beim FC Augsburg unter Vertrag.

## Karriere

### Im Verein
Arne Maier spielte in der Jugend zunächst beim Ludwigsfelder FC, bevor er 2007 in die Nachwuchsabteilung von Hertha BSC wechselte.
Sein Bundesligadebüt für die Hertha gab Maier im Alter von 18 Jahren am 13. Mai 2017 beim 0:2-Auswärtssieg gegen den SV Darmstadt 98, als er in der 90. Minute für Salomon Kalou eingewechselt wurde. Es blieb sein einziges Profispiel der Saison. Bei der Hertha wurde er mit einem Profivertrag ausgestattet, der im Februar 2018 langfristig bis 2022 verlängert wurde. In der Saison 2017/18 kam Maier in 17 Bundesligaspielen zum Einsatz. Hinzu kamen fünf Einsätzen in der zweiten Mannschaft sowie vier in der A-Jugend, mit der er in seiner letzten Jugendsaison A-Junioren-Meister wurde.
Anfang Oktober 2020 verlängerte Maier kurz vor dem Ende der Transferperiode seinen Vertrag bei Hertha BSC und wechselte bis zum Ende der Saison 2020/21 auf Leihbasis zum Ligakonkurrenten Arminia Bielefeld. Von Trainer Uwe Neuhaus zunächst kaum berücksichtigt absolvierte er nach dessen Entlassung im März 2021 unter seinem Nachfolger Frank Kramer jedes Spiel für die Arminia.
Zur Sommervorbereitung 2021 kehrte Maier zunächst zu Hertha zurück. Kurz vor dem Start der Saison 2021/22 wechselte er dann leihweise zum FC Augsburg. Im Gegenzug wechselte Marco Richter von Augsburg zu Hertha. In Augsburg kam Maier unter Markus Weinzierl auf 29 Bundesligaeinsätze, stand 21-mal in der Startelf und erzielte ein Tor. Zur Saison 2022/23 wurde er fest verpflichtet und mit einem Vertrag bis zum 30. Juni 2025 ausgestattet.

### In der Nationalmannschaft
Arne Maier durchlief seit der U15 alle Juniorenauswahlmannschaften des DFB. Mit der U-19-Nationalmannschaft nahm er 2018 an der Qualifikation zur Europameisterschaft in Finnland teil. In Vertretung von Kai Havertz führte Maier die Auswahl bereits als Kapitän aufs Feld. Im Jahr 2018 debütierte Arne Maier im Alter von 19 Jahren bei der deutschen U21-Nationalmannschaft im Spiel gegen Mexiko. Bei der U-21-Fußball-Europameisterschaft 2019 wurde er Vizeeuropameister, während des Turniers kam er auf drei Einsätze und erzielte einen Treffer.
Für die U-21-Fußball-Europameisterschaft 2021 in Slowenien und Ungarn ernannte U-21-Bundestrainer Stefan Kuntz Maier zum Kapitän des deutschen Aufgebots, mit dem er das Turnier durch einen 1:0-Finalsieg gegen die portugiesische Auswahl gewann.
Anfang Juli 2021 wurde Maier von Kuntz in den Kader der deutschen Olympiaauswahl für das Fußballturnier der Olympischen Sommerspiele 2021 berufen. Deutschland schied nach der Gruppenphase aus, Maier kam bei allen drei Partien zum Einsatz.

## Erfolge
- U-21-Europameister: 2021
- Deutscher A-Junioren-Meister: 2018
- A-Junioren-Meister der Staffel Nord/Nordost: 2018
- 2016: Fritz-Walter-Medaille in Bronze in der Altersklasse U-17
- 2018: Fritz-Walter-Medaille in Silber in der Altersklasse U-19